# Ilhéu das Rolas
O Ilhéu das Rolas é um ilhéu do arquipélago de São Tomé e Príncipe situado no Golfo da Guiné, a sul da ilha de São Tomé. De origem vulcânica, localiza-se exatamente sob a Linha do Equador.
A principal (e quase única) atividade económica é o turismo, depois da construção de uma estância de luxo. Uma população permanente de cerca de 200 habitantes tem a sua sobrevivência diretamente ligada à atividade turística. É acedida unicamente por barco, a partir de Porto Alegre, na ilha de São Tomé.

## Centro do mundo

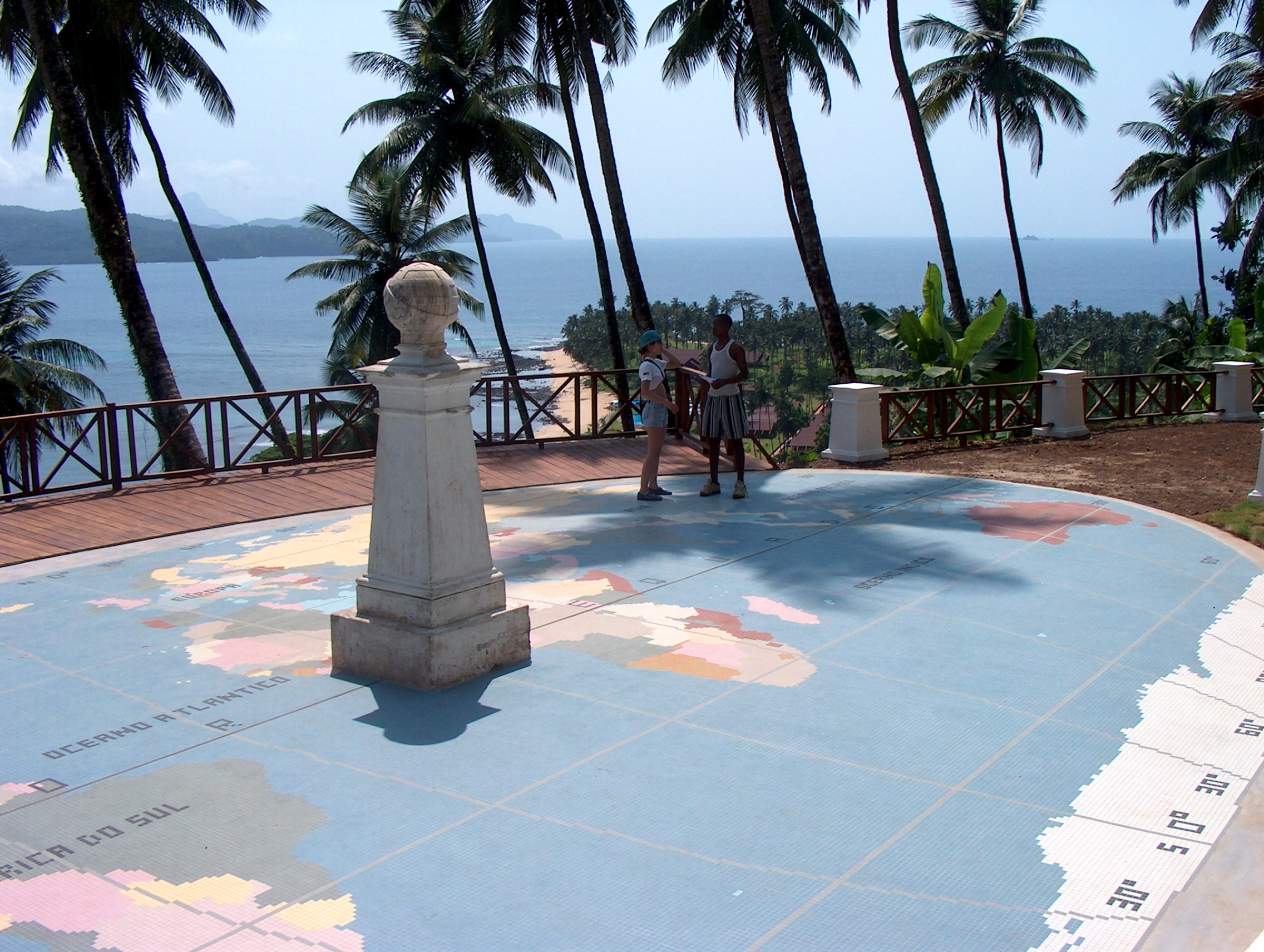
Monumento que assinala a posição do equador no Ilhéu das Rolas.

O Oficial de Armada, navegador e historiador Gago Coutinho chefiou a missão geodésica em São Tomé entre 1915 e 1918, período em que implantou marcos para o estabelecimento de uma rede geodésica na ilha, após o que fez observações de triangulação, medição de precisão de duas bases e numerosas observações astronômicas. 
Durante suas medições, comprovou a passagem da Linha do Equador pelo Ilhéu das Rolas. A Carta resultante dessas observações foi entregue em 1919, em conjunto com o Relatório da Missão Geodésica da Ilha de São Tomé 1915-1918, que foi considerado oficialmente o primeiro trabalho de geodesia completo referente a uma das colónias portuguesas.
Existe, assim, o Padrão do Equador, um pequeno monumento que assinala a passagem da linha equatorial pelo Ilhéu das Rolas. Foi erigido em 1936 e continha (antes de ser vandalizado) uma inscrição, guardada no interior do padrão, onde se lia «Dos trabalhos geodésicos e astronómicos realizados por Gago Coutinho de 1916 a 1918, em S. Tomé, por iniciativa do Eng. Rebelo de Andrade e com o apoio de todos os colonos, concluiu-se que o Equador geodésico passa neste ponto». Com um pedestal de desenho classicizante que suporta uma esfera armilar, o monumento assenta sobre uma base polícroma, representando o mapa-mundo, num cenário que é composto pela paisagem verdejante e o Atlântico.

## Galeria

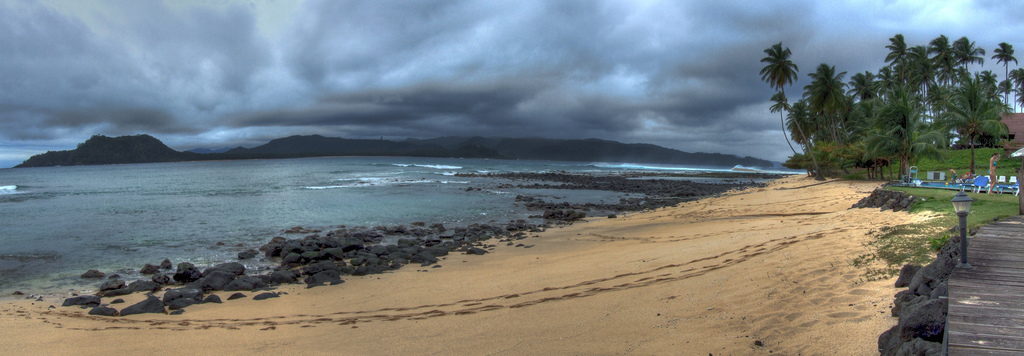
Ilhéu das Rolas
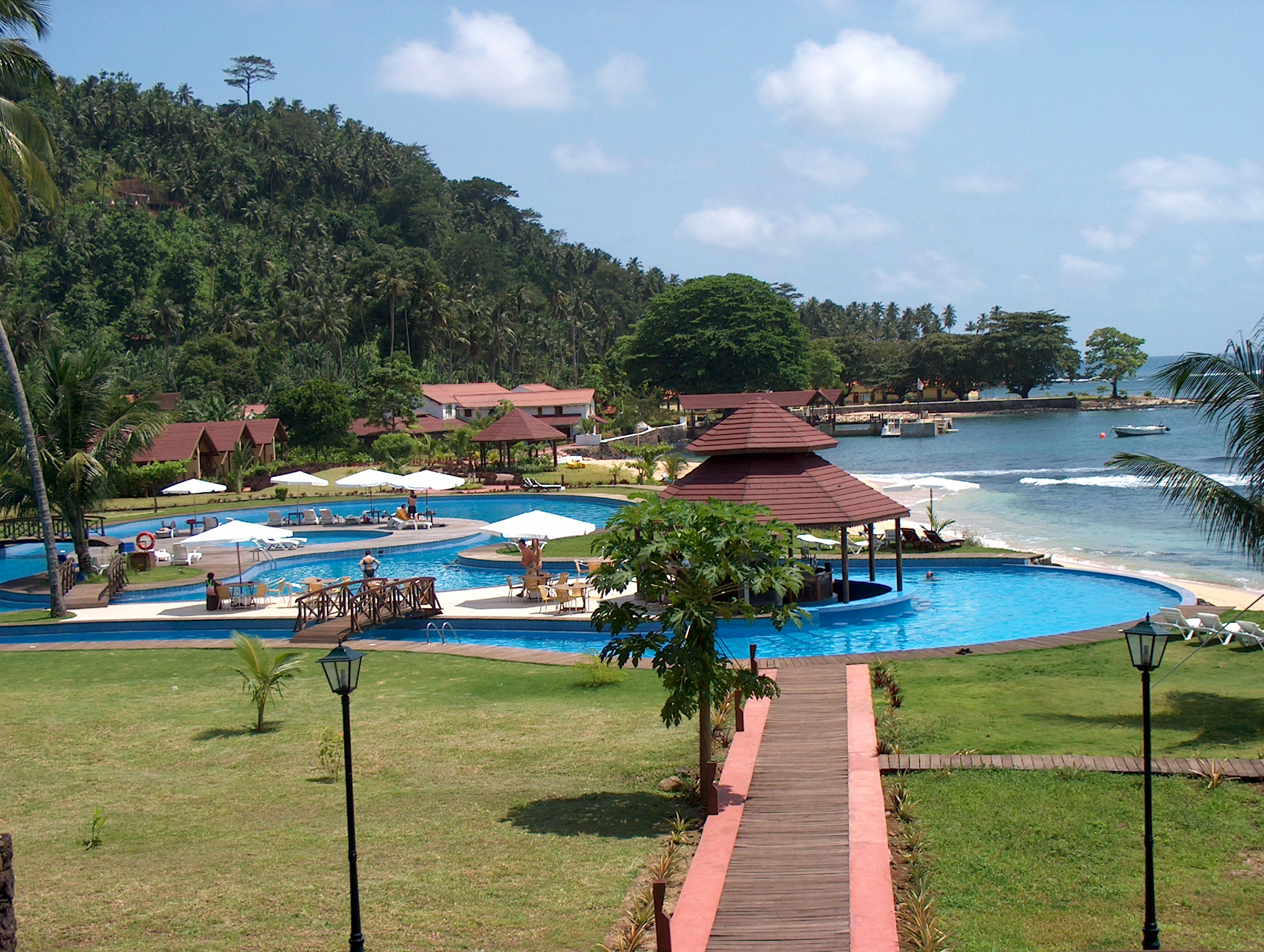
O empreendimento turístico do ilhéu
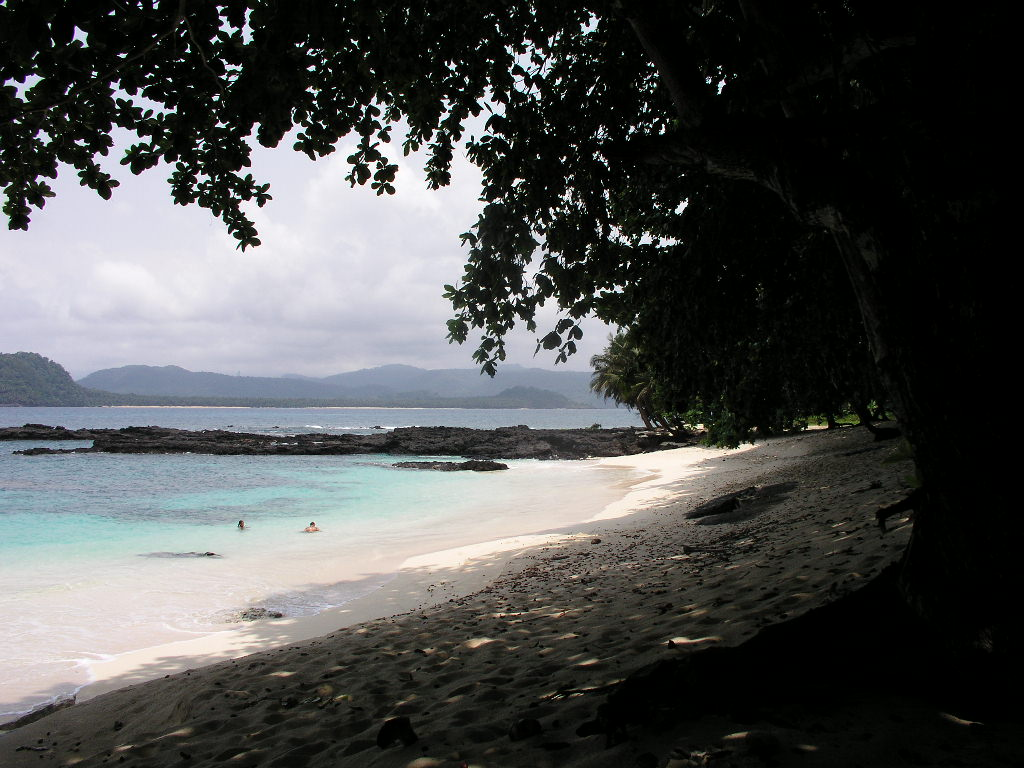
Praia Café no ilhéu
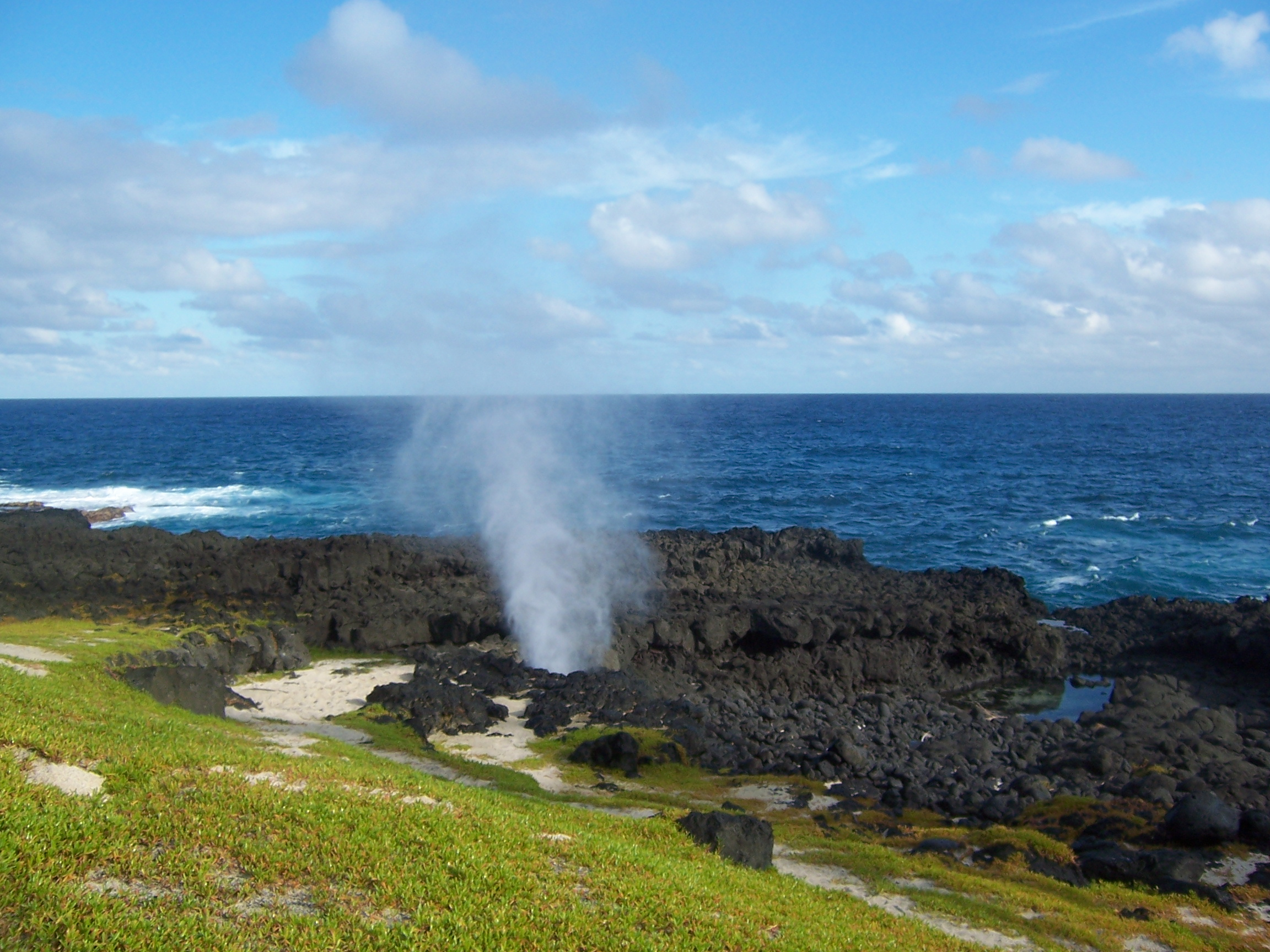
Furna no ilhéu
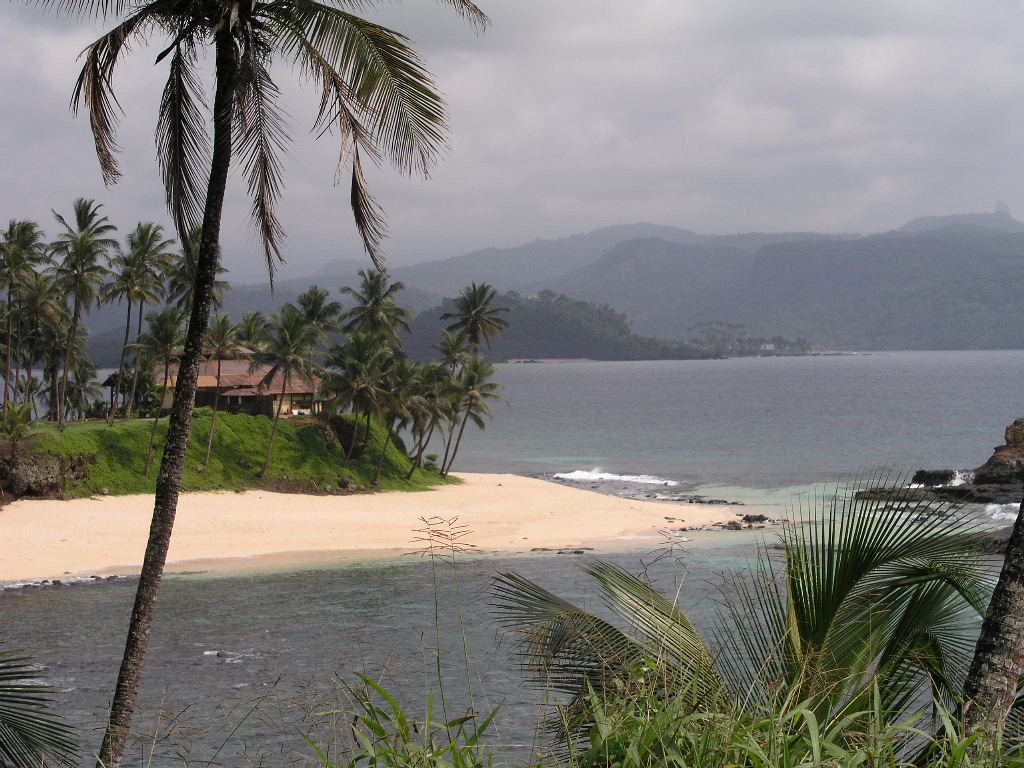
Resort Pestana Equador